# Lendl Adolf

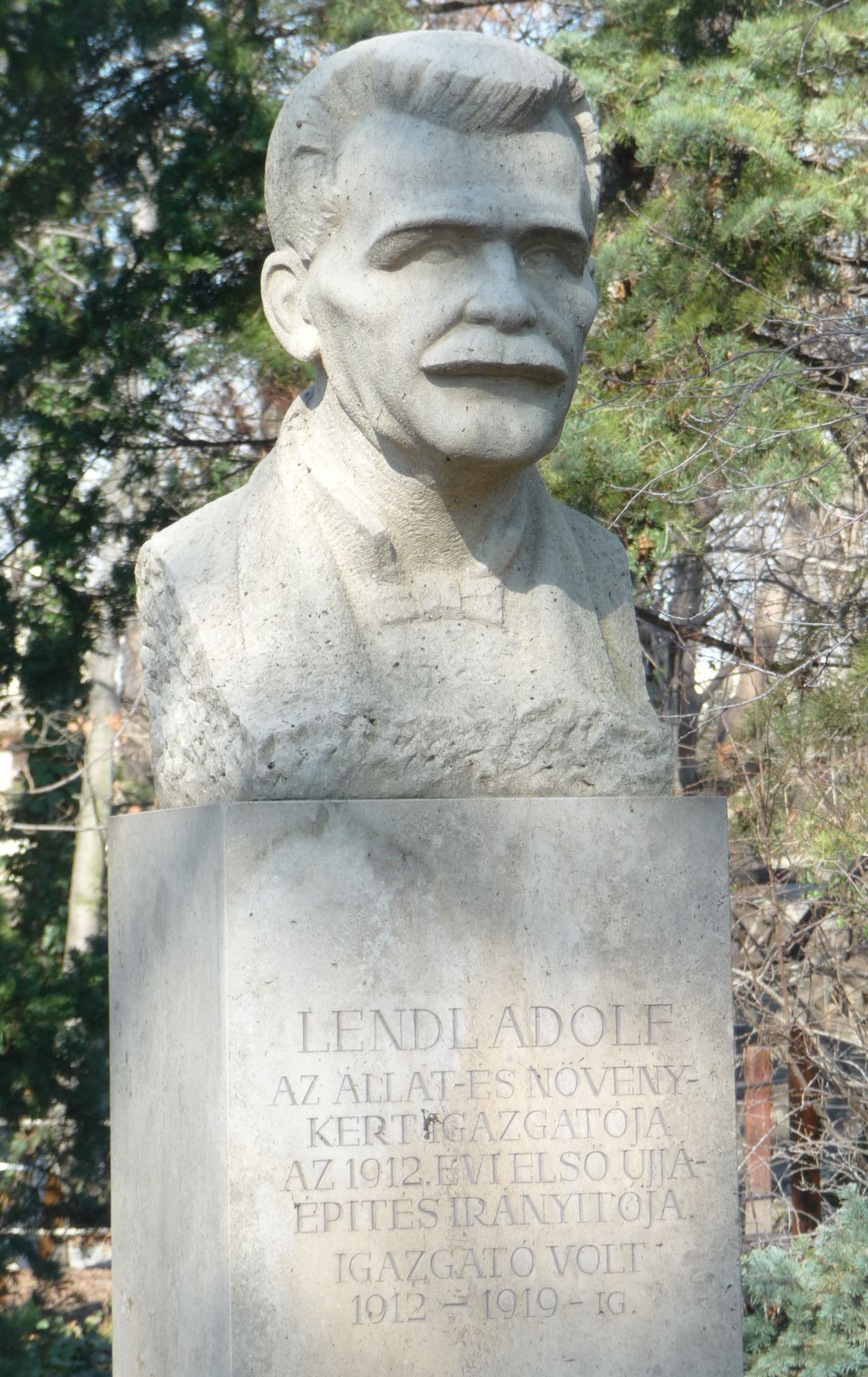
Lendl Adolf mellszobra a Fővárosi Állat- és Növénykertben (Petri Lajos alkotása)

Lendl Adolf (Orczyfalva, 1862. május 6. – Keszthely, 1943. szeptember 25.) bölcseleti doktor, okleveles középiskolai tanár, műegyetemi magántanár, zoológus, a temesrékasi kerület országgyűlési képviselője, a Magyar Tudományos Akadémia levelező tagja (1917).

## Életútja
Lendl György Temes megyei tiszti főorvos fia. A reáliskolát Temesvárt járta; az egyetemet és műegyetemet (1879-től) Budapesten végezte; 1884-ben nyert tanári, 1887-ben doktori oklevelet; 1884-85-ben volt egyéves önkéntes és tiszthelyettes; 1885–1886-ban műegyetemi asszisztens Budapesten, 1886-tól 1889-ig az állattani tanszéken dolgozott. 1888-tól műegyetemi magántanár volt az állattani szakban. (1889–90-ben helyettes tanár.) 1889-ben külföldi tanulmányútra ment. 1890-től 1894-ig múzeumi segédőr volt az állattárnál; ezen állásáról 1894-ben lemondott: nyilvános állattani laboratóriumot és tanszerkészítő intézetet alapított, amelynek tulajdonosa és ezzel József főherceg udvari szállítója lett. 1901-ben országgyűlési képviselővé választották. 1906-ban Kis-Ázsiába vezetett expedíciót, elsősorban az Anatóliai-fennsíkon és a Taurusz- (Toros) hegységben gyűjtött, majd 1907-ben meghívta a La Plata-i és a Buenos Aires-i múzeum. Ezen az útján a Kordillerákban gyűjtött, egyetlen kísérővel. Utazásain az Magyar Nemzeti Múzeum számára is sok anyagot gyűjtött. Hazatérve kivette részét a Budapesti Állat- és Növénykert újjászervezéséből. 1911-ben az intézmény igazgatója lett. Ő volt a modern budapesti állatkert megalkotója. 1929-ben vonult nyugállományba, 1932-ben visszavonult a tudományos élettől, és átköltözött Keszthelyre.

## Írásai
Cikkei a következő folyóiratokban jelentek meg: Természettudományi Közlöny (1885. A pókok érzekszerveiről, A keresztes pókok élelmessége, 1886. A béka nászruhájáról, 1887. A virágok és rovarok, 1888. Légyálczák és a rovarevő növények, 1890. Pótfüzet. A pókok szervezete és a hálókötés, 1891. A kakukméhek életéből, Az állatok szinének mustrázatáról, Pótfüzet, Uj szerkezetű mikroszkop); Természetrajzi Füzetek (1886. A koronás keresztespók, Epeira diademata Cl., Ueber die Begattung der gekrönten Kreuzspinne, 1887. A Trochosa infernalis párzásáról, 1887. A Zamenis viridiflavus nevű kigyó párzásáról, németül is, 1890. Három magyarországi kevéssé ismert pókfaj leírása, 1894. A m. n. múzeum kaszáspók-gyűjteménye); Rovartani Lapok (1886. A rovarok összetett szemeiről, Argiope Brünnichii Scop életmódja); M. orvosok és természetvizsgálók Munkálatai (XXIII. 1887. Adatok az Argiope Brünnichii életmódjának ism., 1900. Egy új emlősfaj; Méhészeti Lapok (1887. A virágok és méhek); P. Hirlap (1888. febr. 17. Az élelmiszerek hamisítása, 1891. nov. 19. Kié a mikroszkop): Mathem. és term. Értesítő (1888. A pókok, különösen a kerekhálós pókok, Epiridae természetr. osztályozásának kisérlete. 1891. A mikroszkóp egy ujabb szerkezetéről, németül is): Akadémiai Értesítő (1890. A mathem. és term. tud. bizottság 1861-1888.); Természettud. társ. Emlékkönyve (1892. Hazánk egyik specialitásáról; Ablepharus Pannonicus); Mathem. u. Naturw. Berichte (1893. Fachkonferenz für Zoologie); Széchényi Béla gróf keletázsiai utazásának tudom. eredményei (1887-1880. II. Miriapodák és Arachnoidák, ugyanez ford. a német részben és Hilber és  Steindachner cikkeinek ford. a magyarban); Vadászlap (1894. A jávorszarvasról); A Természet (1897. Az állatok kitöméséről).

## Munkái
- Adatok a pókok boncz- és fejlődéstanához, különös tekintettel a végtagokra. Bpest, 1886. Négy tábla rajzzal. (Értekezések a természettud. köréből XVI. 1.)
- Adatok a pókok boncz-, szövet- és fejlődéstanához. Idegrendszer. (Dissertatio.) Uo. 1886.
- A magyarországi tetragnatha-félékről. Uo. 1887. Öt táblán 39 ábrával. (Mathem. és természettud. Közlemények XXII. 3. Németül is a Mathem. Berichtben.)
- A pókok (araneina), különösen a kerekhálós pókok (eperidiae) természetes osztályozásának kísérlete. Uo. 1888. (Értek a term. tud. kör XVIII. 2.)
- Hypothese über die Enstehung v. Propagations-Zellen. Berlin, 1889.
- Tanulmány az Epeira Cucurbitina Cl. E. Alpica L. K. és E. Juconspicua E. S. nevű fajokról, 16 ábrával. Adatok az ujabb irányú descendentia elméletéhez. Bpest, 1891. (Mathem. és természettud. Közlemények XXIV. 7.)
- Rövid útmutatás a madártojások gyűjtéséhez. Uo. 1892.
- Temetés a szabadban. A természet köréből. Uo. 1894.
- Rövid útmutatás emlősök és madarak gyűjtéséhez. Uo. 1894.
- Rövid útmutatás a tengeri aquariumban. Uo. 1896.
- Rövid útmutatás a természetrajzi gyűjtemények konzerválásához és gondozásához. Uo. 1897.
- Utmutatás az állatok kitöméséhez. Uo. 1898.
- A kir. m. Természettud. Társulat Tekintetes választmányának. Uo. 1899.

A Rovartani Lapok egyik szerkesztője és kiadója volt 1886-ban. 1898-tól Budapesten szerkesztette Lakatos Károllyal a Természet c. folyóiratot.